# Ottelia lisowskii
Ottelia lisowskii är en dybladsväxtart som beskrevs av Symoens. Ottelia lisowskii ingår i släktet Ottelia och familjen dybladsväxter. Inga underarter finns listade.